# Đài thiên văn Marseille
Đài thiên văn Marseille (tiếng Pháp: Observatoire de Marseille) là một đài thiên văn đặt tại Marseille, Pháp, có lịch sử hình thành từ những năm đầu thế kỷ 18. Nếu tính cả quá trình tồn tại từ năm 1877, nó đã là nơi người ta khám phá ra một nhóm các thiên hà được biết đến là Stephan's Quintet , phát hiện bởi giám đốc Édouard Stephan. Đài quan sát Marseille hiện đang hoạt động như một đơn vị nghiên cứu chung của Đại học Aix-Marseille và Trung tâm Nghiên cứu Khoa học Quốc gia Pháp (CNRS).
Năm 2000, Đài thiên văn Marseille sáp nhập với Laboratoire d'Astrophysique Spatiale để trở thành Laboratoire d'Astrophysique de Marseille (LAM), có diện tích bên trong lớn hơn Observatoire Astronomique Marseille Provence và trong đó bao gồm Đài quan sát Haute-Provence.
Năm 2008, LAM đã được chuyển đến một cơ sở 10.000 mét vuông mới trong Technopole Chateau-Gombert ở Marseille. Cơ sở bao gồm hai nền tảng công nghệ lớn cung cấp các công cụ không gian và chế tạo thiết bị đo lường và gương quang học. Các nhà thiên văn học của LAM chuyên về Vũ trụ học và tiến hóa thiên hà, ngoại hành tinh và Hệ Mặt Trời, cũng như R&D trong lĩnh vực Quang học và thiết bị đo đạc.
Trong năm 2012, Marseille Provence Observatoire Astronomique sáp nhập với các viện nghiên cứu trái đất-khoa học khác từ Đại học Aix Marseille và trở thành một đơn vị mới được gọi là Observatoire des Science de l'Univers Institut Pythéas (OSU-IP) mà hiện nay bao gồm 6 phòng thí nghiệm lớn về Trái Đất và khoa học vũ trụ: CEREGE, Imbé, MIO, LAM. LPED, MIO cũng như Đài quan sát ở Haute-Provence.